# Ита Бена
Ита Бена (на английски: Itta Bena) е град в окръг Лефлор, щат Мисисипи, Съединени американски щати. Намира се на 12 km западно от Грийнуд. Населението му е 1873 души (по приблизителна оценка от 2017 г.).
В Ита Бена е роден музикантът Б. Б. Кинг (1925 – 2015).